# Mierspenaeopsis indica
Mierspenaeopsis indica is een tienpotigensoort uit de familie van de Penaeidae. De wetenschappelijke naam van de soort is voor het eerst geldig gepubliceerd in 1972 door Muthu.